# Victory Outreach
Victory Outreach is een internationaal kerkgenootschap, in 1967 in de Californische stad Los Angeles opgericht door pastor Sonny Arguinzoni. Sonny en Julie Arguinzoni begonnen de organisatie om mensen in de binnensteden van de wereld te bereiken.
Victory Outreach behoort tot de pinksterbeweging. Het doel van de kerk is om onverkort het evangelie van Jezus Christus te verspreiden om mensen zodoende te bekeren tot het christelijk geloof.
Victory Outreach Internationaal richtte zich vooral op personen aan de 'rand van de samenleving' zoals drugsverslaafden, prostituees en criminelen (bijvoorbeeld bendeleden). Medio 2006 waren er meer dan 300 plaatselijke kerken die behoorden bij Victory Outreach. Vestigingen zijn onder meer te vinden in de Verenigde Staten, Zuid-Amerika, Mexico, Afrika, Europa, Zuidoost-Azië en Canada. Intussen is de visie uitgebreid van uitsluitend hulp verlenen aan drugsverslaafden en bendeleden tot mensen van allerlei levensstijlen.
Victory Outreach heeft een jongerenafdeling die tot voor kort bekendstond als G.A.N.G. (Engels voor 'Gods Anointed Now Generation') maar die sinds enige tijd Now Generation wordt genoemd. Deze beweging is nog steeds actief.

## Victory Outreach in Nederland
Het werk van Victory Outreach is ontstaan vanaf 1985 toen er vanuit de Verenigde Staten een team werd gestuurd om een gemeente in Amsterdam te beginnen. Vanuit Amsterdam werden nieuwe gemeenten gesticht in onder andere Rotterdam. Naast deze twee plaatsen zijn er gemeenten in Utrecht, Den Haag, Alkmaar, Lelystad, Schiedam en Eindhoven. De gemeenten in Almere, Arnhem en Heerlen zijn gestopt of onder een andere naam verdergegaan. In totaal zijn in Nederland ongeveer 1500-2000 mensen aangesloten bij de kerk.